# Заволжье (Ярославская область)
Заволжье — посёлок в Ярославском районе Ярославской области России. 
В рамках организации местного самоуправления является административным центром Заволжского сельского поселения; в рамках административно-территориального устройства включается в Пестрецовский сельский округ.

## География
Расположено у северо-восточных окраин города Ярославль.

## История
В 1968 г. указом президиума ВС РСФСР поселок Ярославской машинно-мелиоративной станции переименован в Заволжье.

## Население
| 2007 | 2010  |
| ---- | ----- |
| 1563 | ↘1414 |

По состоянию на 1989 год в посёлке проживало 1073 человека.
По состоянию на 1 декабря, 2023 г. в посёлке проживал 1 681 человек.

## Инфраструктура
В посёлке действует администрация сельского поселения, участковый пункт полиции, амбулатория (филиал Ярославской центральной районной больницы), начальная школа-детский сад, отделение почтовой связи №150027, МФЦ, магазин смешанных товаров, продуктовые магазины, аптека, ресторан, пункты выдачи Wildberries и OZON.
Ведётся строительство общеобразовательной школы на 350 мест.

## Общественный транспорт
Заволжье обслуживается автобусными маршрутами №№ 122 Ярославль (КДП «Заволжье») — Диево-Городище, 126 Ярославль (КДП «Заволжье») — Красный Профинтерн, 130 Ярославль (КДП «Заволжье») — Вятское (через Красный Профинтерн), 130к Ярославль (КДП «Заволжье») — Липовицы, 136 Ярославль (КДП «Заволжье») — Макарово, 137 Ярославль (КДП «Заволжье») — Заболотье, 138Ярославль (КДП «Заволжье») — Путятино, 139 Ярославль (Ярославль-Главный) — Заволжье, 139а Ярославль (Автовокзал) — Заволжье, 139П Ярославль (Ярославль-Главный) — Пестрецово.

## Улицы
Переулки: Успешный, Уютный, Дружный, Счастливый, Солнечный, Добрый, Весёлый, Любимый, Лучистый, Земляничный, Тенистый, Цветочный, Светлый, Просторный, 1-й Бархатный, 2-й Бархатный.
Улицы: Боровая, Васильковая, 3-я Васильковая, Новосёлов, Бархатная, Махровая, Осенняя, Надежды, Дивная, Дальняя, Крайняя, Весенняя.
Проезды: 1-й Лесной, 2-й Лесной, 3-й Лесной, 4-й Лесной, 5-й Лесной, 6-й Лесной, Васильковый.

## Достопримечательности
- Мемориальный памятник павшим за Отчизну[12].